# Things a Computer Scientist Rarely Talks About
Things a Computer Scientist Rarely Talks Aboutは、ドナルド・E・クヌースの著書である。2001年にスタンフォード大学言語情報研究所(CSLI)から刊行された。日本語訳のタイトルは『コンピュータ科学者がめったに語らないこと』（滝沢徹・牧野祐子・富澤昇 訳）である。
本書には、クヌースがMITで行った宗教と科学（特にコンピュータ科学）との関係に関する6つの公開講義の記録が注釈付きで含まれている。クヌースは、神性の概念を信頼している。

## 内容
序文はアン・フォレスト(Anne Foerst)による。6つの章は、クヌースの公開講義の書き起こしに若干編集を加えたものである。
- 第1回講義: 序論 (Lecture 1: Introduction)
- 第2回講義: ランダム化と宗教 (Lecture 2: Randomization and Religion)
- 第3回講義: 言語翻訳 (Lecture 3: Language Translation)
- 第4回講義: 美学 (Lecture 4: Aesthetics)
- 第5回講義: かいま見える神 (Lecture 5: Glimpses of God)
- 第6回講義: 神とコンピュータ科学 (Lecture 6: God and Computer Science)

最後の章として、「パネルディスカッション: 創造性、霊性、およびコンピュータ科学」 (Panel: Creativity, Spirituality, and Computer Science)が加えられている。